# Тоталітарна демократія
Тоталітарна демократія – це термін, популяризований ізраїльським істориком Якобом Лейбом Талмоном для позначення системи правління, в якій законно обрані представники підтримують цілісність національної держави, чиї громадяни мало наділені правом голосу або взагалі не беруть участь у прийнятті рішені та в процесі формування уряду. Раніше цей термін використовували Бертран де Жувенель та Е. Г. Карр, а потім Ф. Вільям Енгдал та Шелдон С. Волін.

## Походження терміна
У книзі Дж. Л. Талмона «Походження тоталітарної демократії» обговорюється трансформація держави, в якій традиційні цінності та устави віри формують роль уряду, на державу, в якій соціальна корисність має абсолютний пріоритет. Його творчість є критикою ідей Жана-Жака Руссо, політична філософія якого сильно вплинула на Французьку революцію, зростання епохи Просвітництва в Європі, а також на загальний розвиток сучасної політичної та освітньої думки. У «Соціальному договорі» Руссо стверджує, що інтереси особистості та держави є одним і тим же, а держава несе відповідальність за виконання «загальної волі».
Політичний неологізм месіанська демократія (також політичний месіанізм) походить із вступу Талмона до цієї книги:
Справді, з точки зору середини ХХ століття, історія останніх ста п’ятдесяти років виглядає як систематична підготовка до стрімкого зіткнення між емпіричною та ліберальною демократією, з одного боку, і тоталітарною месіанською демократією, з іншого, в якій складається світова криза сьогодення.

## Відмінності в демократичній філософії
Філософія тоталітарної демократії, за Талмоном, заснована на погляді на суспільство зверху вниз, яке бачить абсолютну і досконалу політичну істину, до якої тягнуться всі розумні люди. Стверджується, що до цієї істини не тільки неможливо прийти самостійно, але й допомогти своїм співвітчизникам усвідомити її — це її обов’язок і відповідальність. Більше того, будь-яка державну чи приватна діяльність, яка не досягає цієї мети, не має корисної мети, не витрачає час, гроші та енергію від тих, які це роблять, — необхідно ліквідувати. Таким чином, економічні та соціальні зусилля, які мають тенденцію зміцнювати колектив, вважаються цінними, тоді як освіта та релігія, які мають тенденцію зміцнювати особистість, розглядаються як контрпродуктивні. «Ви не можете бути громадянином і християнином водночас, — каже Талмон, посилаючись на аргументи Руссо, — через зіткнення лояльностей».
У своїй статті «Досягнення китайських соціальних наук» (2001) Мао Шоулун, професор публічної політики Китайського університету Женьмінь, займає іншу позицію. Він стверджує, що тоталітарна демократія, або те, що він називає «демократією, орієнтованою на рівність», ґрунтується на ідеї, що можливо і необхідно, аби повні права і свободи людей не були заручниками традицій і соціальних умов. Мао визнає, що термін «тоталітарний» має відтінок, який використовував Джованні Джентіле для італійського фашистського уряду на чолі з Беніто Муссоліні. Він бачить, що прихильники ліберальної демократії (або «західної» демократії) негативно ставляться до цього слова і вірять, що сила не є відповідним способом досягнення мети, незалежно від цінності цієї мети. Він вважає за краще термін «демократія, орієнтована на свободу», для опису такого політичного утворення.

### Основні засади
Тоталітарна демократія визнає «виключний територіальний суверенітет» своїм правом. Він зберігає повну силу експропріації та повну силу нав’язування, тобто право контролю над усім і всіма. Збереження такої влади за відсутності повної підтримки громадян вимагає примусового придушення будь-якого незгодного елемента, за винятком того, що уряд навмисно дозволяє або організовує. Ліберальні демократи, які бачать, що політична сила зростає знизу вгору, в принципі відкидають ідею примусу у формуванні політичної волі, але тоталітарна демократична держава вважає її постійним імперативом.
Вважається, що тоталітарна демократична держава максимізує свій контроль над життям своїх громадян, використовуючи подвійне обґрунтування загальної волі (тобто «суспільне благо») і правління більшості. Можна стверджувати, що за певних обставин саме політична, економічна та військова еліта інтерпретує загальну волю відповідно до власних інтересів. Знову ж таки, імперативом досягнення загальної мети політичної нірвани є те, що формує бачення процесу, і очікується, що громадянин буде робити внесок у міру своїх можливостей; генерала не просять керувати плугом, а фермера не просять керувати військами.
Громадяни тоталітарної демократичної держави, навіть усвідомлюючи своє справжнє безсилля, можуть підтримати свій уряд. Коли Німеччина розпочала Другу світову війну, нацистський уряд мав підтримку більшості німців, і лише набагато пізніше, коли втрати Німеччини почали зростати, підтримка Гітлера почала згасати. Йосипу Сталіну практично поклонялися сотні мільйонів радянських громадян, багато з яких не змінили своєї думки навіть сьогодні, а його статус забезпечував проведення економічних та політичних реформ. Термін також нещодавно застосовувався до Південної Африки під правлінням Африканського національного конгресу.

### Холодна війна та соціально-економічні ілюстрації
У період Холодної війни спостерігалася велика ідеологічна поляризація між так званим «вільним світом» і комуністичними державами. У східній Європі релігійні та інтелектуальні репресії зустріли дедалі більший опір, а угорське повстання 1956 року та Празька весна 1968 року є двома відомими актами непокори. Події на площі Тяньаньмень були схожим прикладом репресивного насильства, що призвело до сотень смертей. У Сполучених Штатах сенатор Джозеф Маккарті дослідив імовірних комуністів і прихильників комуністів у тому, що наступні покоління називають «полюванням на відьом»; багато звинувачених комуністів були вимушені звільнитися з роботи або їхня репутація була скомпрометована. Незабаром після виходу книги Талмона, війна у В’єтнамі викликала активну ворожнечу між елементами уряду США та політичними фракціями в американському народі. Одна фракція наполягала на тому, щоб уряд США не представляв їх у розв'язанні війни в Південно-Східній Азії, протестуючи проти війни, а також проти недемократичних або олігархічних структур влади в американському суспільстві. Ця фракція час від часу спостерігала репресії з боку уряду, наприклад, через «брудні трюки», спрямовані на «підривників » з боку ФБР у COINTELPRO. Цей конфлікт у суспільстві США переріс до насильства під час протестів і заворушень на Національному з’їзді Демократичної партії в 1968 році в Чикаго, і під час різанини в штаті Кент, де чотири антивоєнні протестувальники були застрелені силами Національної гвардії США.
Однією з концепцій як «ліберальної», так і «тоталітарної» демократії є концепція свободи. На думку Талмона, тоталітарна демократія розглядає свободу як те, що досягається лише в довгостроковій перспективі і лише завдяки колективним зусиллям; політична мета остаточного порядку і остаточної гармонії приносить остаточну свободу. Вирішуючи кожен аспект життя своїх громадян, тоталітарна демократична держава має владу забезпечити задоволення всіх матеріальних потреб від колиски до могили, і все, що потрібно від громадянина, — це виконувати свою роль, якою б вона не була, у міру своїх можливостей.
Мао Шолун стверджує, що орієнтована на рівність демократія визнає цінність свободи, але стверджує, що її можна досягти не індивідуальними, а скоріше, колективними зусиллями. Він стверджує, що хоча демократія, орієнтована на рівність, підкреслює цінність рівності над індивідуальними свободами, для демократії, орієнтованої на свободу, справедливо навпаки, і в кожному випадку держава буде рухатися до забезпечення рівності, обмежуючи свободу особистості, або для забезпечення свободи особистості, відмовившись від рівності. Деякі критики цієї точки зору можуть стверджувати, що рівність та індивідуальні свободи нероздільні, і що одне не може існувати (або підтримуватися) без іншого. Інші критики стверджують, що рівність може бути забезпечена лише безперервним примусом, тоді як забезпечення індивідуальної свободи вимагає лише сили проти примусових індивідів і зовнішніх держав.
Шолонг вважає, що закон не є дійсним, якщо він не має схвалення громадськості. Закони, прийняті державою, не вимагають схвалення громадянами в кожному окремому випадку, і можна легко стверджувати, що деякі закони, які діють у деяких країнах, які претендують на статус ліберальної демократії, не мають схвалення більшості громадян. По-перше, Руссо стверджував у «Соціальному договорі», що в стереотипній ліберальній демократії люди є політично «вільними» раз на кожний парламентський термін або кожні два-чотири роки, коли вони голосують за своїх представників на загальних виборах. Проте Руссо не враховує, що держава не є цілісною інституцією в рамках ліберальних демократій, і що свобода громадянина між виборами — це свобода громадянина жити своїм життям у гонитві за власним щастям за умовами закону, створеним їхніми обраними представниками, які, у свою чергу, зазнають тиску народу шляхом громадського протесту, петицій, відкликання, референдуму, ініціативи і, в кінцевому підсумку, поразки на виборах, якщо вони не прислухаються до думки тих, кого представляють. Це на відміну від тоталітарної демократії з державою як тотальним інститутом, де людина справді не є вільною без постійної участі у своєму «демократичному» правлінні; і, таким чином, людина в тоталітарній демократії повинна бути «примушена бути вільною», щоб тоталітарна демократія не стала тоталітарною олігархією.